# Joachim Peter Perlin
Joachim Peter Perlin (* 12. Oktober 1791 in Kleinschwaß, Mecklenburg-Schwerin; † 13. April 1875 in Hamburg) war ein deutscher Schneider.

## Leben
Perlin war Schneidermeister in Hamburg. Von 1855 bis 1864 fungierte er als Ältermann des Schneideramts. Perlin gehörte von 1859 bis 1863 der Hamburgischen Bürgerschaft als Abgeordneter an.